# Ernst Gaber
Ernst Gaber (født 6. juni 1907 i Mannheim, død 13. august 1975) var en tysk roer og olympisk guldvinder.
Ernst "Mampe" Gaber stillede op for MRV Amicitia i Mannheim og blev tysk mester i otter 1928-1931. Han var med i den tyske otter ved OL 1928 i Amsterdam, hvor tyskerne nåede kvartfinalen, inden de blev besejret af den britiske båd, der senere vandt sølv.
Han roede også firer uden styrmand og var tysk mester i denne både i 1929-1931, 1933 og 1935.
Ved OL 1932 i Los Angeles stillede han op i firer uden styrmand sammen med Karl Aletter, Hans Maier og Walter Flinsch. Kun fem både stillede op, og tyskerne blev sidst i det indledende heat, men vandt derpå opsamlingsheatet. I finalen var Storbritannien overlegne og vandt sikkert, mens kampen om andenpladsen blev et tæt løb mellem tyskerne og italienerne. Ved mål var tyskerne akkurat et sekund bedre end italienerne og sikrede sig dermed sølvmedaljerne.
Fra 1935 roede han også firer med styrmand, som han blev tysk mester i i både 1935 og 1936. Amicitia-båden (med et par roere fra Ludwigshafen) deltog derpå i OL 1936 i Berlin og vandt sit indledende heat i ny olympisk rekordtid. I finalen vandt de ligeledes sikkert, efter at den schweiziske båd havde ført første halvdel af løbet; Schweiz fik sølv og Frankrig bronze. Den tyske båds øvrige besætning var Walter Volle, Hans Maier, Paul Söllner og styrmand Fritz Bauer.
Under 2. verdenskrig gjorde Gaber tjeneste som løjtnant i SS.

## OL-medaljer
- 1936:  Guld i firer med styrmand
- 1932:  Sølv i firer uden styrmand